# De cup
De cup (Phörpa) is een film in het Tibetaans en Hindi uit 1999 onder de regie van de lama en regisseur Khyentse Norbu. De film is gebaseerd op een waargebeurd verhaal. De film is gedraaid in het Tibetaanse dorp Bir in Himachal Pradesh in Noord-India.

## Verhaal
Het verhaal speelt zich af in de zomer van 1998 in een boeddhistisch klooster in de Tibetaanse vluchtelingengemeenschap van Bir in Himachal Pradesh in Noord-India, tegen de tijd dat in Frankrijk het Wereldkampioenschap voetbal 1998 wordt gespeeld. Terwijl twee jonge mannen (een oom en een neef) uit de Tibetaanse Autonome Regio zijn gevlucht en het klooster bereiken om daar tot monnik te worden geschoold, steekt de eigenwijze Orgyen de hele monnikengemeenschap aan met het voetbalkoorts. Zijn kamer heeft hij met voetbalfoto's versierd en onder zijn habijt draagt hij een geïmproviseerd tenue van Ronaldo. Gezien het hem en zijn vrienden verboden is 's nachts uit het klooster te sluipen om de spelen in het dorp te volgen, moet Orgyen iets bedenken. Nadat hij de oude en zwaarmoedige abt kan overtuigen dat voetbal een strijd tussen twee landen om een bal is, zamelt hij geld in voor de huur van een televisietoestel. Wanneer hij een horloge, het enige bezit van een nieuw aangekomen vluchteling uit Tibet, in onderpand geeft bij de Indische verhuurder, bekruipt hem ondanks de spannende finale een slecht geweten.

## Prijzen en nominaties
| jaar | prijs                                   | categorie                  | genomineerde(n) | uitslag     |
| ---- | --------------------------------------- | -------------------------- | --------------- | ----------- |
| 1999 | Internationaal filmfestival van Amiens  | Special Jury Award         | Khyentse Norbu  | gewonnen    |
| 1999 | Europese Filmprijs                      | Screen International Award | Khyentse Norbu  | genomineerd |
| 1999 | Onafhankelijk filmfestival van Gardanne | publieksprijs              | Khyentse Norbu  | genomineerd |
| 2000 | Internationaal filmfestival van Kerala  | Speciale Juryprijs         | Khyentse Norbu  | gewonnen    |
| 2000 | Filmfestival van München                | One Future Prize           | Khyentse Norbu  | gewonnen    |
| 2000 | Internationaal filmfestival van Pusan   | FIPRESCI Prize             | Khyentse Norbu  | gewonnen    |

## Rolverdeling
| Acteur         | Personage             | Opmerkingen |
| -------------- | --------------------- | ----------- |
| Orgyen Tobgyal | geko                  |             |
| Neten Chokling | ondeugende monnik     |             |
| Jamyang Lodro  | Orgyen                |             |
| Lama Chonjor   | abt                   | Neten Gompa |
| Jamyang Nyima  | hypersomnisch persoon |             |